# أندرو وايلد
أندرو وايلد (بالإنجليزية: Andrew Wilde)‏ هو عازف بيانو بريطاني، ولد في 1965.

## وصلات خارجية
- أندرو وايلد على موقع ميوزك برينز (الإنجليزية)
- أندرو وايلد على موقع أول ميوزيك (الإنجليزية)
- أندرو وايلد على موقع ديسكوغز (الإنجليزية)